# Вибонати
Вибонати (итал. Vibonati) је насеље у Италији у округу Салерно, региону Кампанија.
Према процени из 2011. у насељу је живело 904 становника. Насеље се налази на надморској висини од 106 м.

## Становништво
| 1931. | 1936. | 1951. | 1961. | 1971. | 1981. | 1991. | 2001. | 2011. |
| ----- | ----- | ----- | ----- | ----- | ----- | ----- | ----- | ----- |
| 3.053 | 2.887 | 2.953 | 2.864 | 2.906 | 2.954 | 3.040 | 3.019 | 3.237 |